# Pontifikalhandschuhe

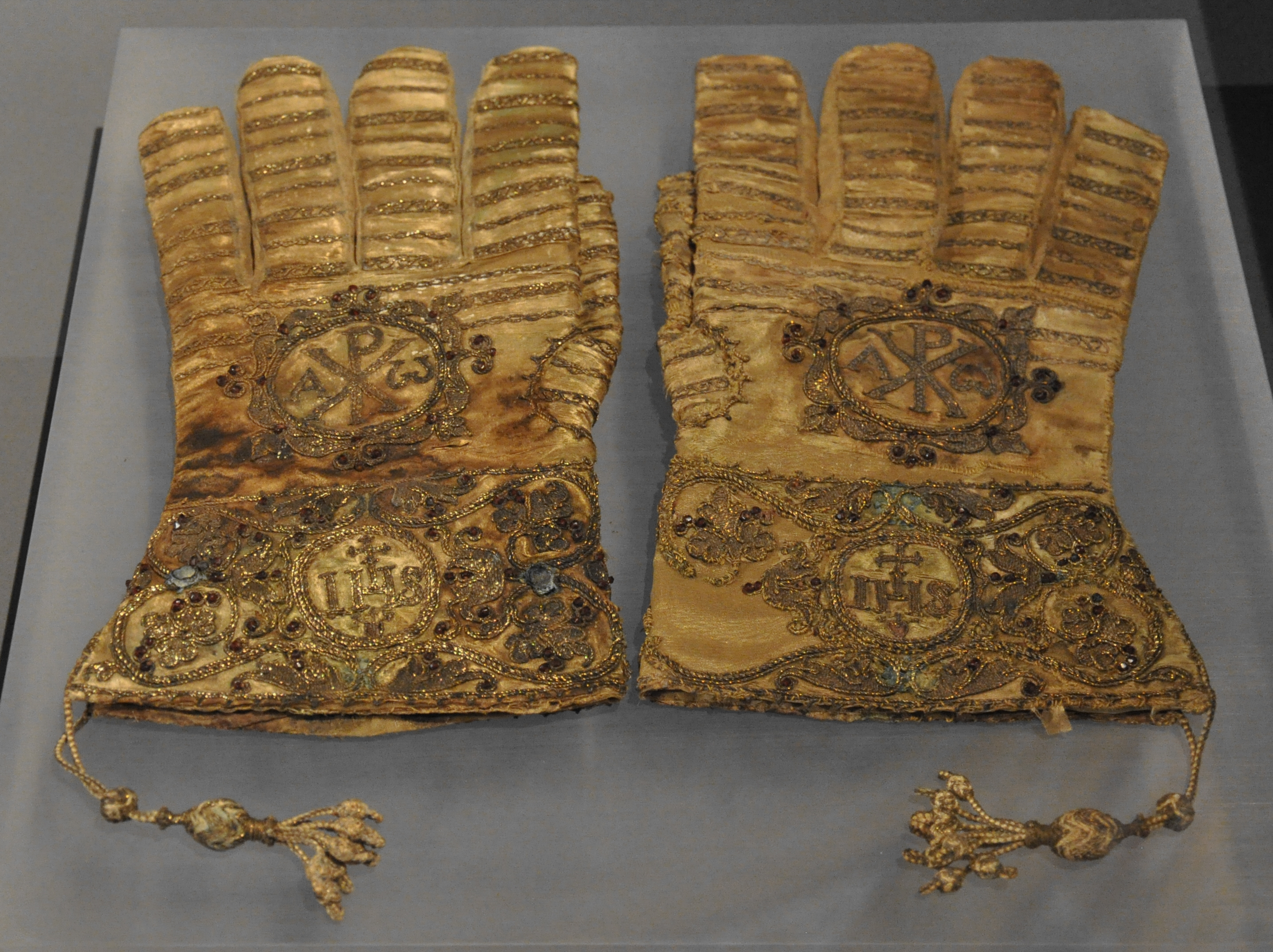
Pontifikalhandschuhe des Erzbischofs Wolf Dietrich von Raitenau, Italien 1588, Salzburg Museum

Pontifikalhandschuhe sind seit dem Mittelalter getragene Pontifikalien, die heute nur noch selten, insbesondere jedoch immer noch in der außerordentlichen Form des Römischen Ritus Verwendung finden. 
Es handelt sich um Fingerhandschuhe, ursprünglich aus durch Nadelarbeit hergestelltem Gewebe, von Beginn des zwölften Jahrhunderts an zumeist aus Seidenstoff gefertigt und oftmals mit weiten, verzierten Stulpen (anicalia) versehen. Bis ins 12. Jahrhundert waren Pontifikalhandschuhe aus Leinen gefertigt und weiß. Danach ging man zur Herstellung aus Seide über und zu der Gewohnheit, sie in den liturgischen Farben anzufertigen. Häufig sind sie mit aufwendigen Stickereien besonders aus Goldfaden geschmückt. 
Als besondere, den Bischöfen vorbehaltene Insignien waren diese für den Gebrauch in der Liturgie beim Pontifikalamt, der von einem Bischof als Vorsteher gefeierten heiligen Messe, bestimmt. Der Bischofsring wurde dabei über dem Handschuh getragen.
Bei Pontifikalrequiems und der Karfreitagsliturgie wurden jedoch nie Pontifikalhandschuhe getragen. Dagegen wurden Pontifikalhandschuhe auch beim Stundengebet oder bei Prozessionen verwendet. 
Pontifikalhandschuhe wurden in Analogie zu der noch älteren liturgischen Fußbekleidung, den Pontifikalschuhen und Pontifikalstrümpfen, als Zierde für die Hände des Bischofs eingeführt. Äbten war das Tragen von Pontifikalhandschuhen ausdrücklich nicht erlaubt, sofern keine besondere Genehmigung durch päpstliches Privileg vorlag.
Seit 1968 ist das Tragen der Pontifikalhandschuhe fakultativ. Spätere Ausgaben des Messbuchs erwähnen sie nicht mehr. 